# NOS Alive!
NOS Alive, ehemals bekannt als Optimus Alive ist ein Musikfestival, das seit 2007 jährlich in der portugiesischen Kleinstadt Algés stattfindet. Organisator ist der Konzertveranstalter Everything Is New, namensgebender Hauptsponsor das Telekommunikationsunternehmen NOS (ehemals Optimus). Schauplatz des Festivals ist der Passeio Marítimo de Algés am Ufer des Tejo.
Auf der Hauptbühne (Palco Nos) spielen üblicherweise die bekannteren Bands, während auf der kleineren Bühne (Palco Sagres, benannt nach der Portugiesischen Brauerei Sagres, bis 2016 Palco Heineken nach der niederländischen Brauerei Heineken) eher aufstrebende Namen präsentiert werden. Auf der Bühne Palco NOS Clubbing Stage legen im Anschluss an die Konzerte dann internationale und portugiesische DJ-Teams auf. 2012 waren dies beispielsweise Brodinski, Busy P, James Murphy + Pat Mahoney, Seth Troxler, Art Department, Moullinex + Xinobi, Carbon Airways, neben 16 weiteren.
Nach seiner Gründung entwickelte sich Alive! zu einem der bedeutendsten Rockfestivals Portugals. Die britische Musikzeitschrift NME führte es 2009 unter den Top 12 der europäischen Festivals. Auch 2012 wurde das Festival vom NME gelobt.
Von den 155.000 Besuchern im Jahr 2012 kamen 16.000 aus dem Ausland, aus 53 verschiedenen Ländern, davon 7.000 aus Großbritannien.

## Bisherige Termine und Bands

### 2007
Besucherzahl: 70.000
- 8. Juni:
  - Palco Optimus: Pearl Jam, Linkin Park, Blasted Mechanism, The Used
  - Palco Sagres Mini: Shantel&Bucovina Club Orkestar, The Sounds, The Rakes, Unkle Bob, Loto, Oioai

- 9. Juni:
  - Palco Optimus: The Smashing Pumpkins, The White Stripes, Balla, Triângulo de Amor Bizarro
  - Palco Sagres Mini: Dezperados, The Go! Team, The Dead 60s, Capitão Fantasma, Plastica, Dapunk Sportif

- 10. Juni:
  - Palco Optimus: Beastie Boys, Da Weasel, Donavon Frankenreiter, Matisyahu, Sam The Kid
  - Palco Sagres Mini: Buraka Som Sistema, The (International) Noise Conspiracy, WrayGunn, The Vicious Five, Nigga Poison, Tora Tora Big Band

### 2008
- 10. Juli:
  - Palco Optimus: Rage Against the Machine, The Hives, Gogol Bordello, The National, Spiritualized, Galactic, Kalashnikov
  - Metro on Stage: Boys Noize, Tiga, Hercules & Love Affair, Peaches (DJ Set), C.S.S., MGMT, Vampire Weekend, Sons of Albion, Banda Sound Tribes

- 11. Juli:
  - Palco Optimus: Buraka Som Sistema, Within Temptation, Bob Dylan, John Butler Trio, Nouvelle Vague, Kumpania Algazarra, Interpol (Band)
  - Metro on Stage: SebastiAn, DJ Mehdi, Busy P, Uffie, DJ Fedz, Krazy Baldhead, Mr Flash, Vicarious Bliss, Corneto Free Musi

- 12. Juli:
  - Palco Optimus: Ben Harper and the Innocent Criminals, Neil Young, Donavon Frankenreiter, Xavier Rudd, Bradiggan
  - Metro on Stage: MSTRKRFT, Brodinski, The Gossip, Róisín Murphy, Midnight Juggernauts, The Juan Maclean & Nancy Wan, Sizo

### 2009
- Die Hauptbühne beim Festival 20099. Juli:

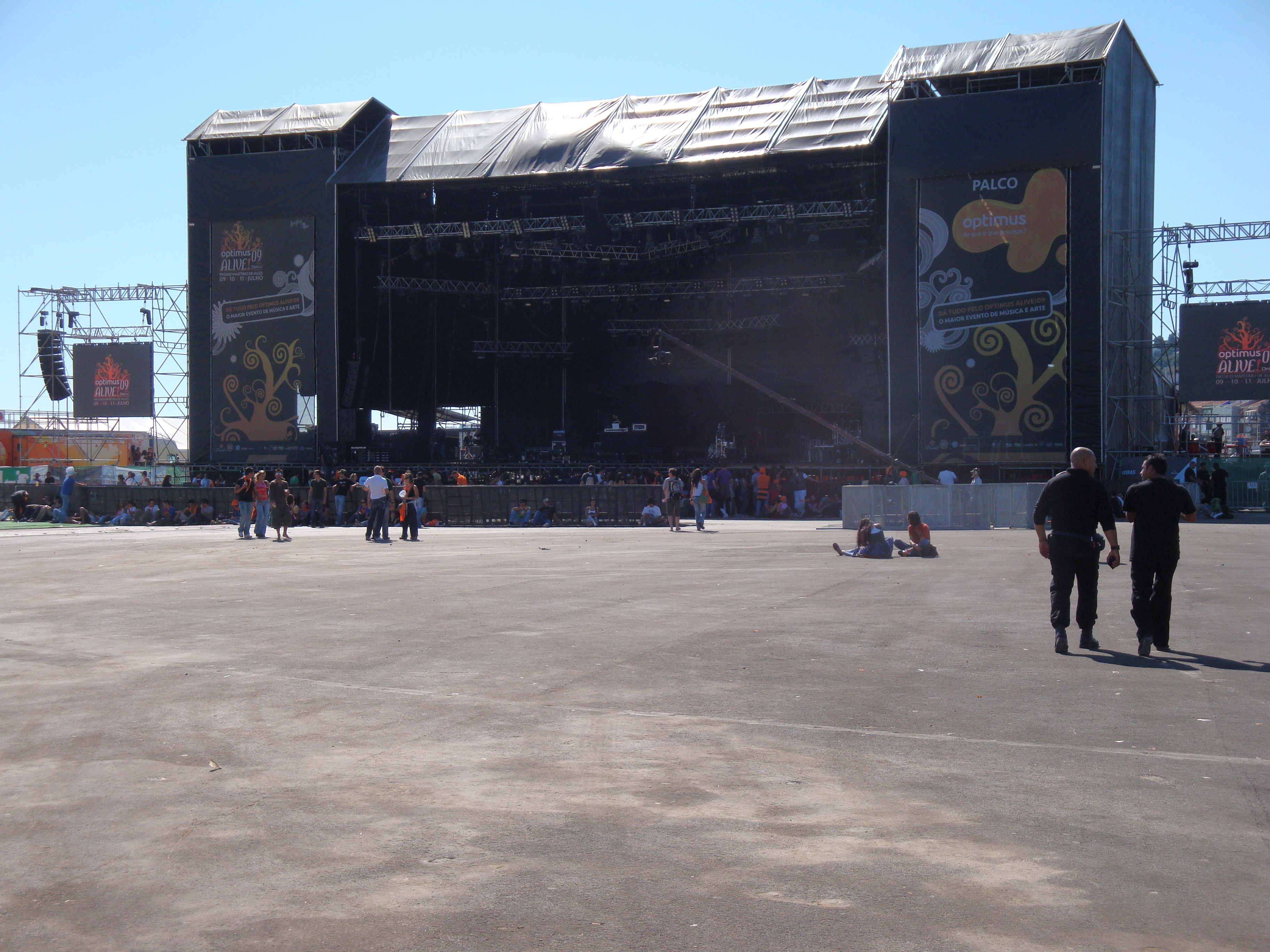
Die Hauptbühne beim Festival 2009

  - Palco Optimus: Metallica, Slipknot, Machine Head, Lamb of God, Mastodon, Ramp
  - Palco Super Bock: Erol Alkan, Crystal Castles, Klaxons, TV on the Radio, Air Traffic, Delphic, Silversun Pickups, Os Golpes
  - Palco Optimus Discos: Mr Mitsuhirato, Nuno Lopes, The Vicious Five, Tiguana Bibles, The Bombazines, Mazgani

- 10. Juli:
  - Palco Optimus: The Prodigy, Placebo, Blasted Mechanism, The Kooks, Eagles of Death Metal, Os Pontos Negros
  - Palco Super Bock: Zombie Nation, The Ting Tings, Fischersponer, Does It Offend You, Yeah?, Hadouken!, Late of the Pier, John is Gone, The Gaslight Anthem
  - Palco Optimus Discos: Zig Zag Warriors, Coldfinger, DJ Ride, Bezegol, Youthless

- 11. Juli:
  - Palco Optimus: Dave Matthews Band, The Black Eyed Peas, Chris Cornel, Ayọ, Boss AC The Killers
  - Palco Super Bock: Deadmou5, Ghostland Observatory, Lykke Li, Autokratz, Trouble Andrew, Los Campesinos!, A Silent Film, X-Wife
  - Palco Optimus Discos: DJ Kitten, Sofia M, Linda Martini, Madame Godard, The Pragmatic, Olive Tree Dance

### 2010
Besucherzahl: 115.000
- 8. Juli:
  - Palco Optimus: Faith No More, Kasabian, Alice in Chains, Moonspell, Biffy Clyro Interpol (Band)
  - Palco Super Bock: Burns (DJ Set), Calvin Harris (live), La Roux, The xx, Florence + the Machine, Devendra Banhart, The Drums, Local Natives

- 9. Juli:
  - Palco Optimus: Deftones, Skunk Anansie, Manic Street Preachers, Mão Morta, Jet
  - Palco Super Bock: Steve Aoki, The Bloody Beetroots Death Crew 77, Booka Shade, Gossip, New Young Pony Club, The Maccabees, Holy Ghost!, Hurts

- 10. Juli:
  - Palco Optimus: Pearl Jam, LCD Soundsystem, Gogol Bordello, Dropkick Murphys, Gomez, MGMT
  - Palco Super Bock: Boys Noize, Crookers, Simian Mobile, Disco (live), Peaches, The Big Pink, Miike Snow, Sean Riley and the Lowriders, Girls
  - Palco Optimus Clubbing: The Legendary Tigerman (mit Asia Argento, Maria de Medeiros, Peaches, Rita Redshoes, Lisa Kekaula, Cibelle), The Bellrays, Micro Audio Waves, Phoebee Killdeer and the Short Straws, Becky Lee & Drunkfoot, Cibelle, Noiserv, Enday

### 2011
Besucherzahl: 160.000
- 6. Juli:
  - Palco Optimus: Coldplay, Blondie, Grouplove, The Twighlight Singers
  - Palco Super Bock: Patrick Wolf, James Blake, Anna Calvi, These New Puritans, Example, Avibuffalo, The Naked and Famous, Mona

- 7. Juli:
  - Palco Optimus: Foo Fighters, Iggy and The Stooges, Xutos & Pontapés, My Chemical Romance, Jimmy Eat World
  - Palco Super Bock: Primal Scream present Screamadelica Live, Bloody Beetroots Death Crew 77, Seasick Steve, Kele, Teratron, Os Golpes, Everything Everything, Bombay Bicycle Club, Crocodiles

- 8. Juli:
  - Palco Optimus: 30 Seconds to Mars, The Chemical Brothers, You Me at Six, The Pretty Reckless, Klepht
  - Palco Super Bock: Grinderman, Thievery Corporation, Fleet Foxes, Digitalism, Slimmy, Friendly Fires, Angus & Julia Stone, Massay

- 9. Juli:
  - Palco Optimus: Jane’s Addiction, Duck Sauce, Paramore, Kaiser Chiefs, White Lies, Lululemon The Strokes
  - Palco Super Bock: TV on the Radio, Dizzee Rascal, Foals, A-Trak, Fake Blood (live), Orelha Negra, Linda Martini, WU LYF, Stereopack

### 2012
- 13. Juli:
  - Palco Optimus: Justice, The Stone Roses, Snow Patrol, Refused, Danko Jones Interpol (Band)
  - Palco Heineken: Death in Vegas, Zola Jesus, Buraka Som Sistema, Santigold, LMFAO, Miuda, Dum Dum Girls, The Parkinsons, Royal Blasphemy

- 14. Juli:
  - Palco Optimus: The Cure, Morcheeba, Mumford & Sons, Noah and the Whale, We Trust
  - Palco Heineken: Blasted Mechanism, Florence + the Machine (wegen Krankheit nicht aufgetreten), SebastiAn, Katy B, Tricky, Awolnation, The Antlers, Here We Go Magic, Big Deal, Lisa Hannigan

- 15. Juli:
  - Palco Optimus: Radiohead, Caribou, The Kooks, Paus
  - Palco Heineken: Metronomy, The Kills, SBTRKT, Mazzy Star, The Maccabees, Warpaint, Miles Kanes, Eli „Paperboy“ Reed

### 2013
- 12. Juli:
  - Optimus Stage: Steve Aoki, Green Day, Two Door Cinema Club, Biffy Clyro, Stereophonics The Killers
  - Heineken Stage: Marky Ramone’s Blitzkrieg, Death from Above, Crystal Fighters, Vampire Weekend, Edward Sharpe and the Magnetic Zeros, Dead Combo, Japandroids, Deap Vally, Jamie N Commons, Quelle Dead Gazelle

- 13. Juli:
  - Optimus Stage: 2Many DJs (Soulwax DJ Set), Depeche Mode, Editors, Jurassic 5, OQuestrada
  - Heineken Stage: Crystal Castles, Hercules and Love Affair Soundsystem, Icona Pop, The Legendary Tigerman, Jamie Lidell, Capitão Fausto, Rhye, Wild Belle, Diiv, Oeiras Band Sessions

- 14. Juli:
  - Optimus Stage: Kings of Leon, Phoenix, Tame Impala, Jake Bugg, Linda Martini
  - Heineken Stage: The Bloody Beetroots, Django Django, Band of Horses, Alt-J, Twin Shadow, Of Monsters and Men, Brass Wires Orchestra, Tribes, Capitão Ortense

### 2014
- 10. Juli:
  - NOS Stage: Arctic Monkeys, Interpol, Imagine Dragons, The Lumineers, Ben Howard
  - Heineken Stage: Booka Shade, Parov Stelar Band, Kelis, Tiago Bettencourt, Elbow, The 1975, Temples, Noiserv, Jacaré

- 11. Juli:
  - NOS Stage: Buraka Som Sistema, The Black Keys, MGMT, The Last Internationale, The Vicious Five
  - Heineken Stage: Caribou, SBTRKT, Au Revoir Simone, We Trust, Sam Smith, Parquet Courts, For Pete Sake, Russian Red, Allen Stone

- 12. Juli:
  - NOS Stage: The Libertines, Foster the People, Bastille, The Black Mamba com Aurea
  - Heineken Stage: Nicolas Jaar, Chet Faker, Daughter, Paus, Unknown Mortal Orchestra, The War on Drugs, Cass McCombs, Tom Mash, The 7 Riots

### 2015
Besucherzahl: 155.000
- 9. Juli:
  - Palco Nos: Muse, Alt-J, Ben Harper & The Innocent Criminals, James Bay, The Wombats
  - Palco Heineken: Flume, Django Django, Cavaliers of Fun, Metronomy, Capitão Fausto, Young Fathers, Señores, Galgo

- 10. Juli:
  - Palco Nos: The Prodigy, Mumford & Sons, Sheppard, Marmozets, Blated Mechanism
  - Palco Heineken: Róisín Murphy, James Blake, Future Islands, The Ting Tings, Kodaline, Bleachers, Cold Specks, Bear’s Den, Daniel Kemish

- 11. Juli:
  - Palco Nos: Disclosure, Chet Faker, Sam Smith, Counting Crows, HMB
  - Palco Heineken: Chromeo, Flight Facilities, Azealia Banks, The Jesus and Mary Chain, Mogwai, Dead Combo, Sleaford Mods, Solcier's Heart, That Rebellion The Strokes

### 2016
- 7. Juli:
  - Palco Nos: The Chemical Brothers, Pixies, Robert Plant & The Sensational Space Shifters, Biffy Clyro, The 1975
  - Palco Heineken: 2Many DJs/Soulwax DJ-Set, Sean Riley & the Slowirders, Soulwax, Wolf Alice, John Grant, Vintage Trouble, The Happy Mess, L.A.

- 8. Juli:
  - Palco Nos: Radiohead, Tame Impala, Foals, Years & Years
  - Palco Heineken: Hot Chip, Two Door Cinema Club, Father John Misty, Kodaline, Carlão, Courtney Barnett, Jagwar Ma, Soulvenir

- 9. Juli:
  - Palco Nos: M83, Arcade Fire, Band of Horses, Vetusta Morla, Agir
  - Palco Heineken: Ratatat, Grimes, Four Tet, Paus, José Gonzáles, Calexico, Little Scream, Them Flying Monkeys

### 2017
- 6 Juli:
  - Palco Nos: The Weeknd,  The xx, Phoenix, Alt-J, You Can’t Win, Charlie Brown
  - Palco Heineken: Glass Animals, Bonobo, Royal Blood, Ryan Adams, Blossoms, Rhye, Gelpi, Veintiuno

- 7. Juli:
  - Palco Nos: Foo Fighters, The Kills, The Cult, The Courteneers, Thiago Bettencourt
  - Palco Heineken: Floating Points, Parov Stelar, Local Natives, Wild Beasts, Warpaint, Savages, LOT, Eden Lewis

- 8. Juli:
  - Palco Nos: Depeche Mode, Imagine Dragons, Kodaline, The Black Mambo
  - Palco Heineken: Peaches, The Avalanches, Cage the Elephant, Fleet Foxes, Spoon, Benjamin Booker, Plastic People, Monstro

### 2018
Besucherzahl: 165.000
- 12. Juli:
  - Palco NOS: Arctic Monkeys, Nine Inch Nails, Snow Patrol, Miguel Araújo, Bryan Ferry
  - Palco Sagres: Khalid, Friendly Fires, Wolf Alice, Sampha, Jain, Blasted Mechanism, Juana Molina, Vermú

- 13. Juli:
  - Palco NOS: Queens of the Stone Age, The National, Two Door Cinema Club, Black Rebel Motorcycle Club, Kaleo, Blossoms
  - Palco Sagres: Future Islands, Chvrches, Portugal. The Man, Rag ’n’ Bone Man, Yo La Tengo, Eels, Japandroids, Sound Bullet

- 14. Juli:
  - Palco NOS: Pearl Jam, Jack White, Franz Ferdinand, MGMT, Alice in Chains, The Last Internationale
  - Palco Sagres: At the Drive-In, Perfume Genius, Real Estate, Mallu Magalhães, Marmozets, Clap Your Hands Say Yeah, Churky

### 2019
- 11. Juli:
  - Palco NOS: The Cure, Mogwai, Ornatos Violeta, Weezer, Linda Martini
  - Palco Sagres: Hot Chip. Robyn, Loyle Carner. Jorja Smith, Xavier Rudd, Sharon Van Etten, Honney.azz x b-mywingz

- 12. Juli:
  - Palco NOS: Vampire Weekend, Gossip, Greta Van Fleet, Primal Scream, Perry Farrell’s Kind Heaven Orchestra
  - Palco Sagres: Cut Copy, Deejay Kamala, Grace Jones, Tash Sultana, Johnny Marr, Ry X, Pip Blom, Etc
- 13. Juli:
  - Palco NOS: The Smashing Pumpkins, The Chemical Brothers, Bon Iver, Tom Walker, Vetusta Morla, The Gift
  - Palco Sagres: The Blaze, Thom Yorke, Marina, Idles, Gavin James, Rolling Blackouts Coastal Fever, Beluga

### 2020
Ursprünglich sollte das Festival zum ersten Mal an vier Tagen stattfinden und war für den 8 bis 11. Juli 2020 vorgesehen. Als Headliner waren Kendrick Lamar, Taylor Swift, Billie Eilish und The Strokes vorgesehen. Nachdem Swift wegen der beginnenden COVID-19-Pandemie bereits im April 2020 alle Termine für 2020 abgesagt hatte, wurde am 19. Mai 2020 das gesamte Festival abgesagt.

### 2021
2021 sollte es ursprünglich weitergehen. Die Tickets für 2020 sollten ihre Goltigkeit behalten. Headliner waren noch nicht angekündigt, aber mit Red Hot Chili Peppers und Alt-J waren schon größere Acts verpflichtet. Anfang Mai sagte Álvaro Covões, der neue CEO von Everything Is New, es gäbe Probleme mit der Planung. Einige Tage später wurde es ganz abgesagt und auf 2022 verschoben.

### 2022
Besucherzahl: 210.000
- 6. Juli:
  - Palco NOS: The Strokes, Stromae, The War on Drugs, Jungle, Mallu Magalhães
  - Palco Sagres: Parov Stelar, Fontaines D. C., Modest Mouse, Balthazar, Lefty

- 7. Juli:
  - Palco NOS: Florence + the Machine, Alt-J, Jorja Smith, Celeste, Os Quatro e Meia
  - Palco Sagres: Bateu Matou, Dino d'Santiago, Nilüfer Yanya, Seasick Steve, Inhaler, Alec Benjamin, Gui Aly
- 8. Juli:
  - Palco NOS: Metallica, Royal Blood, AJ Tracey, Don Broco
  - Palco Sagres: Pedro da Linha B2B Riot, M.I.A., Três Tristes Tigres, St. Vincent, Nicki Nicole, Sea Girls, Alta Avenue
- 9. Juli:
  - Palco Nos: Imagine Dragons, Two Door Cinema Club, Da Weasel, Haim, Mother Mother
  - Palco Sagres: Caribou, Parcels, Manel Cruz, Phoebe Bridgers, Hope Tala, Los Invaders, Tourjets

### 2023
Besucherzahl: 164.600
- 6. Juli:
  - Palco NOS: Red Hot Chili Peppers, The Black Keys, Puscifer, The Driver Era
  - Palco Heineken: Xinobi, Spoon, Ibibio Sound Machine, Jacob Collier, Men I Trust, Femme Falafel, Bombazine

- 7. Juli:
  - Palco NOS: Lil Nas X, Arctic Monkeys, Lizzo, Idles, Linda Martini
  - Palco Sagres: Morad, Sylvan Esso, Jorge Palma, Girl in Red, City and Colour, The Amazons
- 8. Juli:
  - Palco NOS: Rüfüs Du Sol, Sam Smith, Queens of the Stone Age, Machine Gun Kelly, Carolina Deslandes & Bárbara Tinoco
  - Palco Sagres: Omah Lay, Branko, Rina Sawayama, Tash Sultana, Angel Olsen, King Princess, Lucy Vallyly

### 2024
Angekündigt:
- 11. Juli:
  - Palco Nos: Arcade Fire, Nothing but Thieves, The Smashing Pumpkins
  - Palco Heineken: Unknown Mortal Orchestra, Jessie Ware, Black Pumas, Kenya Grace, Benjamin Clementine
- 12. Juli:
  - Palco NOS: Dua Lipa, T-Rex
  - Palco Heineken: The Heavy, Nathaniel Rateliff & The Night Sweats, Gloria Groove, Floating Points, Michael Kiwanuka, Aurora, Larkin Poe, MGMT
- 13. Juli:
  - Palco NOS: Pearl Jam, The Breeders, Sum 41
  - Palco Heineken: Khruangbin

*Palco = Bühne